# Goniothalamus fasciculatus
Goniothalamus fasciculatus este o specie de plante din genul Goniothalamus, familia Annonaceae, descrisă de Jacob Gijsbert Boerlage. Conform Catalogue of Life specia Goniothalamus fasciculatus nu are subspecii cunoscute.